# HMS Britannia (1682)
Pour les autres navires du même nom, voir HMS Britannia.
Le HMS Britannia est un vaisseau de ligne de premier rang de 100 canons de la Royal Navy anglaise.
Il est construit sous la supervision de l'architecte naval Phineas Pett II aux chantiers navals de Chatham Dockyard, et lancé en 1682. Il sert de vaisseau amiral à Sir John Norris au début de la Guerre de Succession d'Espagne.
En 1715, le HMS Britannia est renvoyé aux chantiers navals de Woolwich Dockyard pour y être reconstruit. Il est lancé à nouveau le 30 octobre 1719, toujours comme vaisseau de 1er rang de 100 canons.
Le HMS Britannia est affecté au service de port en 1745, et démantelé en 1749.

## Sources et bibliographie
- (en) Brian Lavery, The Ship of the Line - Volume 1: The development of the battlefleet 1650-1850, Conway Maritime Press, 2003,  (ISBN 0-85177-252-8).